# Robert Quiroga
Robert Quiroga est un boxeur mexicano-américain né le 10 octobre 1969 à San Antonio, Texas, et mort le 16 août 2004.

## Biographie

### Carrière
Champion des États-Unis des super mouches en 1989, il devient champion du monde IBF de la catégorie le 21 avril 1990 en battant aux points Juan Polo Perez. Après 5 défenses victorieuses, notamment contre Akeem Anifowoshe le 15 juin 1991, il s'incline au 12e round face à Julio Cesar Borboa le 16 janvier 1993. Quiroga met un terme à sa carrière en 1995.

### Meurtre
Le 16 août 2004, il est poignardé sur l'autoroute Interstate 10 et retrouvé mort près de sa voiture. L'assassin, Ricky Merla, un ancien membre des Bandidos, est arrêté en 2006 et condamné à une peine de 40 ans d'emprisonnement.

## Distinction
- Quiroga - Anifowoshe est élu combat de l’année en 1991 par Ring Magazine.